# يان د. كلارك
يان د. كلارك هو أكاديمي كندي، ولد في 15 أبريل 1946.